# Imieniny – wrzesień

## 1 września
Idzi, Bronisław, Bronisława, Sykstus, August, Miłodziad, Melecjusz, Anna

## 2 września
Absalon, Dziesław, Wilhelm, Stefan, Bogdan, Eliza, Tobiasz, Dionizy, Henryk, Julian, Czesław

## 3 września
Eufemia, Erazma, Wincenty, Gerarda, Antoni, Bazylisa, Szymona, Mojmir, Bartłomiej, Zenon, Szymon, Dorota, Joachim, Gerard, Izabela, Natalis, Jan, Bronisław, Grzegorz, Przecław, Przedsław

## 4 września
Rozalia, Liliana, Rościgniew, Daniela, Hermiona, Ida, Ermegarda, Irmegarda, Scypion, Kandyda

## 5 września
Herakles, Herkulan, Dorota, Fereol, Stronisława, Herkules, Justyna

## 6 września
Eugenia, Michał, Zachariasz, Magnus, German, Eugeniusz, Zachary, Albin, Aleksja, Uniewit, Gundolf, Ewa, Amoniusz, Petroniusz, Manswet

## 7 września
Sozont, Melchior, Ryszard, Domasława, Regina, Dobrobąd, Teodoryk, Gratus

## 8 września
Radosława, Maria, Adrianna, Adrian, Radosław, Nestor

## 9 września
Gorgoniusz, Aureliusz, Otmar, Piotr, Audomar, Dionizy, Ożanna

## 10 września
Mścibor, Klemens, Leon, Poliana, Polianna, Pulcheria, Aldona, Mikołaj, Leona, Łukasz, Nimfodora, Kandyda, Piotr, Agapiusz

## 11 września
Feliks, Jacek, Naczęsław, Dagna, Prot, Jan, Ademar, Piotr

## 12 września
Gwidon, Maria, Sylwin, Amadeusz, Cyrus, Maja, Sylwina, Teodul

## 13 września
Eugenia, Filip, Amat, Aureliusz, Morzysław, Aleksander, Litoriusz

## 14 września
Bernard, Siemomysł, Szymon, Matern, Piotr

## 15 września
Budzigniew, Maria, Albin, Ekhard, Kamil

## 16 września
Eugenia, Edyta, Jakub, Kornel, Eufemia, Edda, Sędzisław, Antym, Franciszek, Kamila, Sebastiana, Wiktor, Cyprian, Korneli, Korneliusz

## 17 września
Ariadna, Szczęsny, Zygmunta, Justyna, Justyn, Narcyz, Hildegarda, Lamberta, Franciszek, Szczęsna, Dezyderiusz, Drogosław, Lambert, Teodora, Piotr, Cherubin, Robert

## 18 września
Irena, Józef, Fereol, Zachariasz, Dobrowit, Stefania, Zachary, Ryszarda, Tytus, Baltazar, Sobierad

## 19 września
Więcemir, Teodor, Wilhelmina, Marta, Alfons, Trofim, Konstancja, Festus, January, Zuzanna, Arnolf, Arnulf

## 20 września
Klemens, Mieczysława, Irena, Faustyna, Oleg, Eustachiusz, Eustachy, Fausta, Dionizy, Miłostryj, Barbara, Perpetua, Agnieszka, Protazy

## 21 września
Bernardyna, Hipolit, Jonasz, Marek, Laurenty, Mateusz, Ifigenia, Bożeciech, Melecjusz

## 22 września
Maurycy, Tomasz, Ignacy, Joachim, Prosimir, Józefa

## 23 września
Bogusław, Liwiusz, Tekla, Boguchwała, Libert, Zachariasz, Zachary, Krzysztof, Elżbieta, Piotr, Selim,

## 24 września
Teodor, Gerard, Maria, Uniegost, Tomir, Gerarda, Twardomir

## 25 września
Aureli, Aurelia, Aurelian, Herkulan, Wincenty, Rufus, Franciszek, Włodzisław, Eufrozyna, Władysław, Kleofas, Ermenfryda, Irmfryda, Ermenfryd, Irmfryd

## 26 września
Euzebiusz, Majnard, Cyprian, Kacper, Kasper, Damian, Kosma, Justyna

## 27 września
Przedbor, Urban, Gaja, Amadeusz, Gajus, Mirela, Adolf, Adolfa, Zybart, Zybert, Zybracht, Zygbert

## 28 września
Więcesław, Wawrzyniec, Salomon, Wacława, Marek, Sylwin, Wacław, Laurencjusz, Jan, Alodiusz, Sylwina, Tymon, Bernardyn

## 29 września
Cyriak, Dadzbog, Dadzboga, Lutwin, Dariusz, Franciszek, Fraternus, Gabriel, Gajana, Grimbald, Michalina, Michał, Mikołaj, Rafał, Rypsyma, Teodota, Ludwin

## 30 września
Euzebia, Felicja, Grzegorz, Zofia, Hieronim, Imisław, Jimisław, Himisław, Wiktor, Honoriusz, Znamir